# Mazurkowicz
Mazurkowicz – polski herb szlachecki, znany z jedynej pieczęci.

## Opis herbu
Opis zgodnie z klasycznymi regułami blazonowania:
W polu trzy wkorzenione gałązki z różami na szczycie, przekrzyżowane kluczem w pas, nad tarczą korona, barwy nieznane.

## Najwcześniejsze wzmianki
Pieczęć Mazurkowicza z 1586.

## Herbowni
Jedna rodzina herbownych (herb własny):
Mazurkowicz.